# 糖耳朵
糖耳朵，是著名的北京清真小吃之一，因为其形状似人耳朵而得名。
其基本制作方法是以发酵面粉擀成两片，中间夹上一层和有砂糖的面片，然后捏制成耳朵状的面坯。过油炸至金黄之后在糖浆或糖稀中浸透。成品色泽棕黄油亮，质地绵润松软，甜蜜可口。
1997年被中国烹饪协会评为"北京名小吃"和"中华名小吃"。